# Pepi I
Pepi I var en farao under Egyptens sjätte dynasti som regerade omkring 2295–2250 f. Kr.

## Familjebakgrund
Pepi I var son till farao Teti och drottning Iput I. Det är möjligt att Userkara var hans halvbror. Med hustrun Ankhnesmerire I fick han sonen Merenra I och med Ankhnesmerire II sonen Pepi II, som båda skulle härska över Egypten i sjätte dynastin. Andra hustrur inkluderade Meritites IV, Nubwenet, Inenekinti, Nedjeftet, Behenu och Haaheru. Med Haaheru fick han sonen Hornetjerichet, och med okända mödrar sonen Tetiankh samt döttrarna Neith och Iput II som båda senare giftes med deras halvbror Pepi II.

## Regeringstid
Under Pepi I expanderades inflytandet i Nubien och handel med Libanon och andra långväga platser utvecklades. Adelsmännen i landet fick allt större makt och blev rikare till bekonstnad av farao, och som resultat började deras inflytande sakta men säkert att bryta ner statsapparaten för att slutligen kollapsa den vilket ledde till Första mellantiden. Kanske var det just adelsmännen som hjälpte Pepi I att besegra Userkara och som tack för det belönades de med fortsatt stort inflytande vid hovet.
En kvinna vid namn Were-Imtes som kan ha varit hans första hustru avlägsnades efter att det uppdagats att hon deltog i en harem konspiration vid ungefär 40:e året av Pepis styre. Han gifte sig därefter om med de två kvinnorna vid namn Ankhnesmerire.
Pepi I besteg troligen tronen i väldigt ung ålder, och det är möjligt att Userkara regerade som förmyndare under hans första år då han fortfarande var alltför ung. Enligt Manetho regerade Pepi I i 53 år, och i Turinpapyrusen på platsen där han placeras anges 20 år, men det är troligt att det skett en felplacering och nästa rads 44 år är den korrekta. Det högsta året som med säkerhet kan tilldelas Pepi I är enligt "Hatnub inskription nummer 3" det 25:e avräkningsåret som om räkningen utfördes vartannat år skulle innebära att han regerade i omkring 50 år. Det finns dock bevis som tyder på att räkningen skedde oftare.
Flera fälttåg till Sinai-halvön och Palestina är också beskrivna i samtida fynd. Flera tempel byggdes i Bubastis, Abydos, Tanis, Dendera, Elefantine, Heliopolis, Koptos, Armant, Edfu och Hierakonpolis under Pepi I.
Han begravdes i sin pyramid vid södra Sakkara, vilken kallades "Men-nefer Pepi" (Pepi är vacker för evigt) vilket blev försvanskat under antiken till Memfis.